# Operculina triquetra
Operculina triquetra là một loài thực vật có hoa trong họ Bìm bìm. Loài này được (Vahl) J.F. Macbr. mô tả khoa học đầu tiên năm 1959.